# Tricot (banda)
Tricot (en japonés: トリコ) (a veces estilizado como tricot) es una banda japonesa de math rock de Kioto. La banda fue formada en 2010 por la vocalista y guitarrista Ikumi "Ikkyu" Nakajima, la guitarrista Motoko "Motifour" Kida y la bajista Hiromi "Hirohiro" Sagane. Conocido por sus ritmos intrincados e identidad visual, Han lanzado seis álbumes de estudio de larga duración y cinco EP. Rolling Stone ha descrito su estilo musical como «math rock adrenalizado que se aceleró y se le dio una capa de caramelo».
Tricot ha realizado numerosas giras en Japón, además de tocar en Singapur, Reino Unido y Europa. En 2015, lanzaron su primera gira por América del Norte, seguida en breve por una gira europea completa en 2016.

## Historia
Tricot se formó en Kioto en 2010 por la vocalista y guitarrista Ikumi "Ikkyu" Nakajima, la guitarrista Motoko "Motifour" Kida y la bajista Hiromi "Hirohiro" Sagane. Hiromi es oriunda de la ciudad, mientras que Ikumi y Motoko son de la vecina Prefectura de Shiga. Antes de formar Tricot, las tres músicos tocaron en varias bandas locales en el área de Kioto, donde se conocieron entre sí. Kazutaka Komaki se unió a la banda como baterista en mayo de 2011. Poco después, establecieron su propio sello, Bakuretsu Records. En 2013, Tricot lanzó su primer álbum de larga duración T H E, que se ubicó en el número 18 en la lista Oricon Albums Chart. En marzo de 2014, Kazutaka dejó la banda debido a diferencias musicales. En su ausencia, el trío restante optó por viajar y grabar con un elenco rotativo de músicos. Más tarde ese año, Tricot se embarcó en una gira por cinco países asiáticos, luego recorrió Europa por cuatro festivales de música. Más tarde telonearon Pixies en el festival Eden Sessions en el Reino Unido.
El segundo álbum de Tricot A N D, lanzado en 2015, llegó al número 34 en la lista Oricon Albums Chart. El tercer álbum de larga duración de la banda, 3 fue lanzado en 2017, llegando al número 20 en la lista Oricon Albums Chart. Fue apoyado por una gira mundial y luego una gira de 47 prefecturas en Japón. Al final del concierto final de la gira, se anunció que Yuusuke Yoshida, que había estado de gira con Tricot desde 2016, se había convertido en un miembro a tiempo completo y, por lo tanto, en el segundo baterista oficial en la historia de la banda. Tricot, posteriormente, emprendieron en su segundo tour por Norteamérica en 2018, el "Super CHON Bros Tour 2".
Tricot publicaron su cuarto álbum de estudio Black el 29 de enero de 2020, que llegó a al número 27 en el Oricon Albums Chart. Este álbum fue el primer álbum de la banda publicado por 8902, su sello de reciente instauración en el marco de Cutting Edge.

## Miembros
- Ikumi "Ikkyu" Nakajima – voz, guitarra (2010–presente)
- Motoko "Motifour" Kida – guitarra, coros (2010–presente)
- Hiromi "Hirohiro" Sagane – bajo, coros  (2010–presente)
- Yuusuke Yoshida – batería (2017–presente; gira de 2016–2017)

### Miembros anteriores
- Kazutaka Komaki – batería (2011–2014)
- Miyoko Yamaguchi – batería (2015–2016; gira)

## Discografía

### Álbumes de estudio
- T H E (2013)
- A N D (2015)
- 3 (2017)
- Makkuro (2020)
- 10 (2020)
- Jodeki (上出来) (2021)

### EPs
- Bakuretsu Tricot-san (爆裂トリコさん) (2011)
- Shōgakusei to Uchū (小学生と宇宙) (2012)
- Bakyūn EP (バキューンEP) (2012)
- KABUKU EP (2016)
- repeat (2019)